# Cereus estevesii
Cereus estevesii är en kaktusväxtart som beskrevs av P.J. Braun. Cereus estevesii ingår i släktet Cereus och familjen kaktusväxter. Inga underarter finns listade i Catalogue of Life.